# 格拉贝勒
格拉贝勒（法語：Grabels，法語發音：[ɡʁabɛl]）是法国埃罗省的一个市镇，属于蒙彼利埃区。

## 地理
格拉贝勒（43°38'53"N, 3°48'6"E）面积16.24 平方千米，位于法国奧克西塔尼大區埃罗省，该省份为法国南部沿海省份，南濒地中海，西南接奥德省，西北接塔恩省和阿韦龙省，东北与加尔省接壤。
与格拉贝勒接壤的市镇（或旧市镇、城区）包括：孔巴约、瑞维尼亚克、蒙塔尔诺、蒙彼利埃、滨河圣克莱芒、圣热利迪费斯克、圣乔治多尔克、瓦约凯斯。

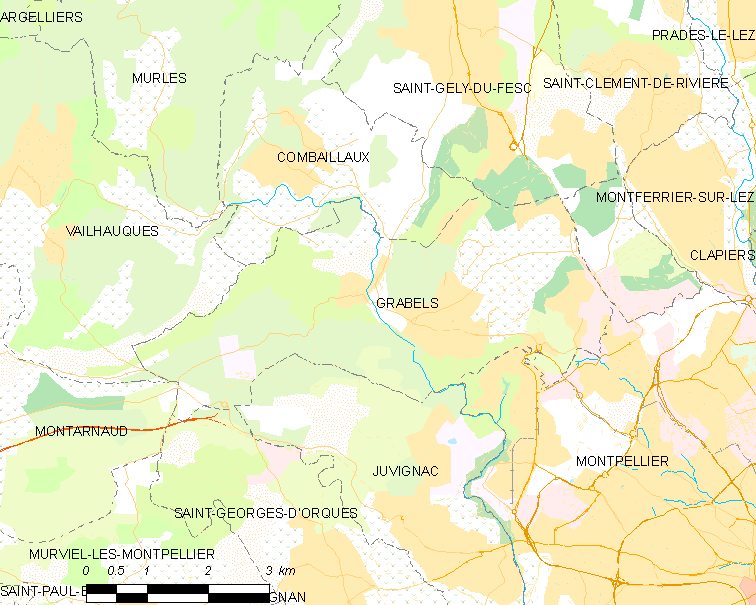
格拉贝勒的OSM定位图

格拉贝勒的时区为UTC+01:00、UTC+02:00（夏令时）。

## 行政
格拉贝勒的邮政编码为34790，INSEE市镇编码为34116。

## 政治
格拉贝勒所属的省级选区为蒙彼利埃第一县。

## 人口

1962-2008年间格拉贝勒人口变化图示

格拉贝勒于2022年1月1日时的人口数量为9060人。